# El regalo (película de 1999)
El regalo es una película uruguayo-francesa de 1999. Dirigida por Gabriela Guillermo, es un mediometraje dramático protagonizado por Eduardo Méndez y Rosana Jiménez.

## Sinopsis
Tras ganar el 5 de Oro, la pareja de Rubén y Lila, un vendedor ambulante y una empleada doméstica que viven en el barrio Sur de Montevideo, creen que les ha llegado la oportunidad de vivir dignamente.

## Protagonistas
- Eduardo Méndez (Rubén)
- Rosana Giménez (Lila)

## Premios
- 2000: premio a la Calidad, Centre National de la Cinématographie, Francia.